# Dendrophthora virgata
Dendrophthora virgata är en sandelträdsväxtart som först beskrevs av William Trelease, och fick sitt nu gällande namn av J. Kuijt. Dendrophthora virgata ingår i släktet Dendrophthora och familjen sandelträdsväxter. Inga underarter finns listade i Catalogue of Life.